# جوائز الأكاديمية الإفريقية للأفلام
يتم تقديم جوائز الأكاديمية الإفريقية للأفلام (بالإنجليزية: Africa Movie Academy Awards)‏ سنويًا للاعتراف بالتميز بين المهنيين العاملين في صناعة السينما الإفريقية أو غير الأفارقة الذين ساهموا فيها. تم تأسيسها من قبل النيجيري سلام أنيام-أوسيجوي (بالإنجليزية: Peace Anyiam-Osigwe)‏، ويتم إدارتها من خلال أكاديمية الأفلام الإفريقية (بالإنجليزية: Africa Film Academy)‏. تهدف الجائزة إلى تكريم وتعزيز التميز في صناعة السينما الإفريقية وكذلك توحيد القارة الإفريقية من خلال الفنون والثقافة. حضر تقديم الجائزة العديد من ممثلي وسائل الإعلام والمشاهير والسياسيين والصحفيين والممثلين من جميع أنحاء العالم. تعتبر الجائزة أهم حدث سينمائي في إفريقيا وجائزة الأفلام الأكثر شهرة في إفريقيا.

## تاريخ
أقيمت أول نسخة في يناجوا، ولاية بايلسا، نيجيريا في 30 مايو 2005. أقيمت جميع جوائز الأكاديمية الإفريقية اللاحقة قبل عام 2012 في نفس المكان، باستثناء جوائز عام 2008 التي تم نقلها إلى أبوجا، بمنطقة العاصمة الاتحادية لنيجيريا، وذلك لأسباب أمنية. في عام 2012، أقيم حفل توزيع الجوائز في فنادق وأجنحة إيكو، جزيرة فيكتوريا، في ولاية لاغوس. أُقيمت النُّسختين التاسعة والعاشرة في يناجوا، بينما أقيم حفل 2015 خارج نيجيريا لأول مرة.